# Santa María Rancho Nuevo
Santa María Rancho Nuevo är en ort i Mexiko.   Den ligger i kommunen San Juan Lachao och delstaten Oaxaca, i den sydöstra delen av landet, 400 km sydost om huvudstaden Mexico City. Santa María Rancho Nuevo ligger 1 104 meter över havet och antalet invånare är 114.
Terrängen runt Santa María Rancho Nuevo är kuperad åt sydost, men åt nordväst är den bergig. Terrängen runt Santa María Rancho Nuevo sluttar söderut. Runt Santa María Rancho Nuevo är det ganska glesbefolkat, med 24 invånare per kvadratkilometer. Närmaste större samhälle är Santa Catarina Juquila, 19,7 km väster om Santa María Rancho Nuevo. I omgivningarna runt Santa María Rancho Nuevo växer i huvudsak städsegrön lövskog.